# Marathon van Tokio 2014

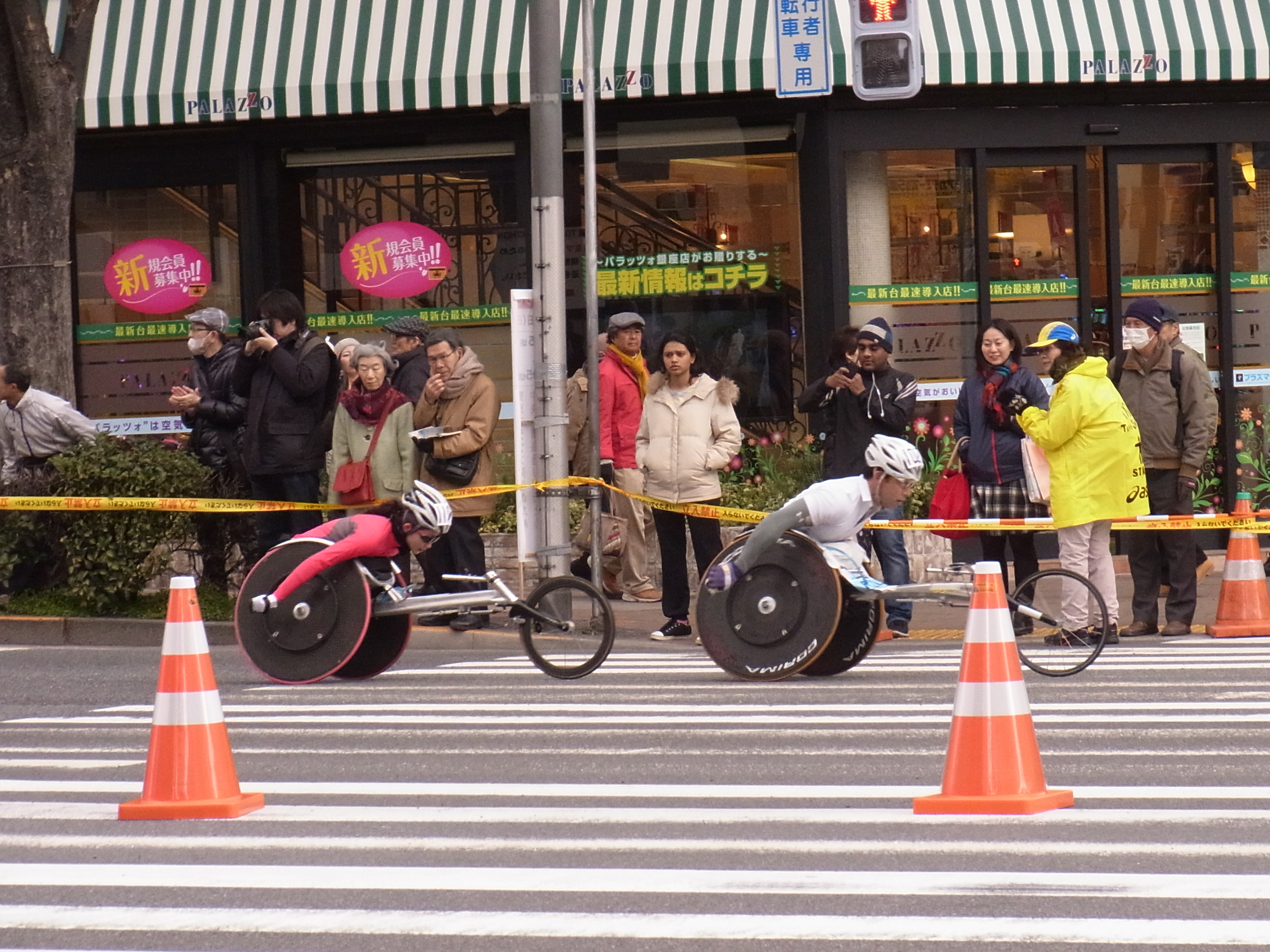
Rolstoelrace

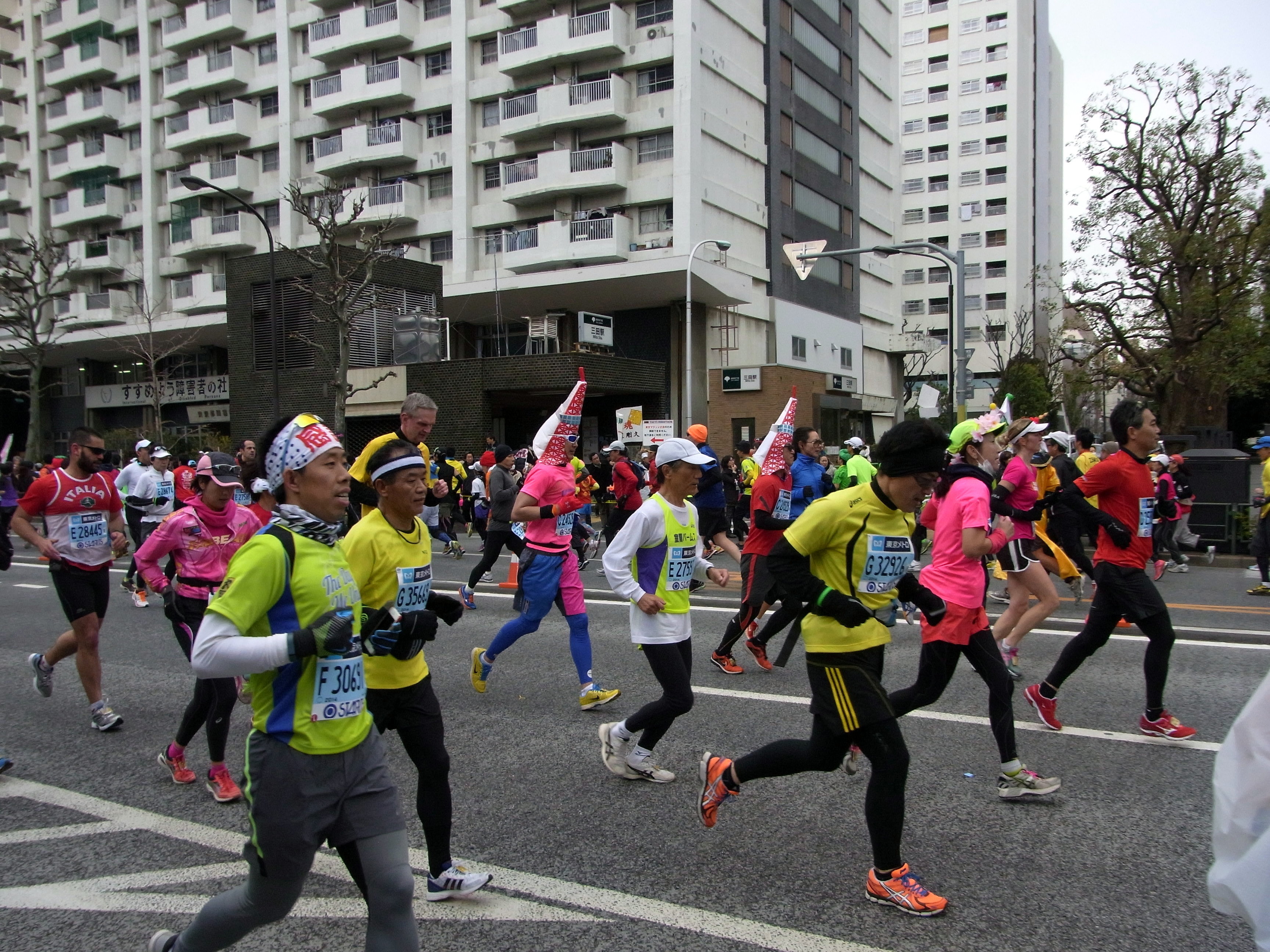
Marathonlopers

De marathon van Tokio 2014 werd gehouden op zondag 25 februari 2014. Het was de achtste editie van deze marathon. 
De Keniaan Dickson Chumba kwam als eerste man over de finish in een tijd van 2:05.42. Met deze tijd verbeterde Chumba niet alleen zijn persoonlijk record, maar ook het parcoursrecord. De eerste vrouw die de finish passeerde was de Ethiopische Tirfi Tsegayein een tijd van 2:22.23. Met deze tijd verbeterde zijn haar persoonlijk record op de marathon.
Aan de start verschenen 36.030 deelnemers; in totaal wisten 34.584 deelnemers de eindstreep te behaalden.

## Uitslagen

### Mannen
| rang   | naam              | land | tijd    |
| ------ | ----------------- | ---- | ------- |
| Goud   | Dickson Chumba    | KEN  | 2:05.42 |
| Zilver | Tadese Tola       | ETH  | 2:05.57 |
| Brons  | Sammy Kitwara     | KEN  | 2:06.30 |
| 4      | Michael Kipyego   | KEN  | 2:06.58 |
| 5      | Peter Some        | KEN  | 2:07.05 |
| 6      | Geoffrey Kamworor | KEN  | 2:07.37 |
| 7      | Deressa Chimsa    | ETH  | 2:07.40 |
| 8      | Kohei Matsumura   | JPN  | 2:08.09 |
| 9      | Koji Kobayashi    | JPN  | 2:08.51 |
| 10     | Abel Kirui        | KEN  | 2:09.04 |

### Vrouwen
| rang   | naam              | land | tijd    |
| ------ | ----------------- | ---- | ------- |
| Goud   | Tirfi Tsegaye     | ETH  | 2:22.23 |
| Zilver | Birhane Dibaba    | ETH  | 2:22.30 |
| Brons  | Lucy Wangui Kabuu | KEN  | 2:24.16 |
| 4      | Caroline Rotich   | KEN  | 2:24.35 |
| 5      | Janet Rono        | KEN  | 2:26.03 |
| 6      | Albina Mayorova   | RUS  | 2:28.18 |
| 7      | Mai Ito           | JPN  | 2:28.36 |
| 8      | Rika Shintaku     | JPN  | 2:31.15 |
| 9      | Manami Kamitanida | JPN  | 2:31.34 |
| 10     | Hiroko Yoshitomi  | JPN  | 2:32.38 |

Tokyo International Marathon (alleen mannen)

1981 · 1982 · 1983 · 1984 · 1985 · 1986 · 1987 · 1988 · 1989 · 1990 · 1991 · 1992 · 1993 · 1994 · 1995 · 1996 · 1997 · 1998 · 1999 · 2000 · 2001 · 2002 · 2003 · 2004 · 2005 · 2006

Tokyo International Women's Marathon (alleen vrouwen)

1979 · 1980 · 1981 · 1982 · 1983 · 1984 · 1985 · 1986 · 1987 · 1988 · 1989 · 1990 · 1991 · 1992 · 1993 · 1994 · 1995 · 1996 · 1997 · 1998 · 1999 · 2000 · 2001 · 2002 · 2003 · 2004 · 2005 · 2006 · 2007 · 2008

Tokyo Marathon (beide)

2007 · 2008 · 2009 · 2010 · 2011 · 2012 · 2013 · 2014 · 2015 · 2016 · 2017 · 2018 · 2019 · 2020 · 2021 · 2022 · 2023 · 2024